# 京極高久
京極 高久（きょうごく たかひさ）は、江戸時代中期から後期にかけての大名。丹後国峰山藩6代藩主。官位は従五位下備前守。

## 生涯
享保14年（1729年）4月24日、峰山藩分家で1,000石を領した旗本・京極高庭の四男として江戸にて誕生。幼名は千之助。
寛保元年（1741年）、5代藩主・京極高長の養子となり、明和2年（1765年）8月8日の高長の隠居により、その跡を継いで藩主となった。大坂青屋口の加番や大番頭を務めた後の天明8年（1788年）、若年寄に任じられて寛政の改革期の幕政に参与した。このため、峰山藩の藩政は長男・高備が取り仕切ることとなった。寛政3年（1791年）、病気を理由に若年寄の辞任を求めたが許されなかった。
峰山藩京極家と同じく、藩祖で丹後一国を支配した京極高知の子孫で同族に当たる但馬国豊岡藩京極家に五男・高有を養子に出したことでも知られる。
文化5年（1808年）4月20日、江戸にて死去し、跡を高備が継いだ。享年80。法号は謙徳院明誉高久道徴。墓所は京都府京丹後市峰山町吉原の安泰山常立寺。

## 系譜
- 父：京極高庭
- 母：京極高方の娘
- 兄弟
  - 弟：瀬名孫助
  - 弟：大岡直往
  - 弟：池田富郷
- 養父：京極高長（1695-1769）
- 正室：木下利潔の娘
  - 長男：京極高備（1757-1835）
- 室：野口氏
  - 五男：京極高有（1775-1841） - 京極高品の養子

## 小説・ドラマに登場する京極高久
高久の官位が備前守であることや、火付盗賊改・長谷川宣以（平蔵）の上司に当たるため、「京極備前守」の名で池波正太郎の時代小説『鬼平犯科帳』にも登場し、鬼平こと長谷川平蔵の良き理解者として描かれている。テレビドラマ『鬼平犯科帳』では田島義文、平田昭彦、仲谷昇、橋爪功がそれぞれ演じた。
池波は、長谷川平蔵の立場を理解し、なにくれとなく援助し、かばってくれる理想的な上司として京極高久を描いており、平田昭彦の演じた京極高久を非常に褒め、「江戸時代の殿様らしい、上品な味わいが演技に出ていた」と述べ、平田の死後に発表したエッセイで「主役の平蔵が替っても、この人の備前守は私が変えさせなかった。（中略）この次の鬼平は誰が演るか未定だが、平田さんの京極備前守はうごかぬはずだったのである」としている。
ただ、このような長谷川平蔵の理解者としての京極高久像は、池波の創作の可能性もある。『鬼平犯科帳』研究を行い、史実との照合を行っている西尾忠久は、「京極高久は史実では長谷川平蔵と対立した森山孝盛の側の人物であったのではないか。長谷川平蔵の庇護者は実際には水谷勝久ではないか」と論じている（西尾『鬼平を歩く』光文社知恵の森文庫）